# Temple protestant de Perros-Guirec
Le temple de Perros-Guirec est un édifice religieux protestant construit en 1937 à Perros-Guirec en Bretagne. Le temple, qui porte à son origine le nom de « temple des méthodistes », constitue avec le temple de Saint-Brieuc la paroisse de Saint-Brieuc–Perros, membre de l'Église protestante unie de France.

## Histoire

### Naissance de la communauté
La communauté protestante de Perros-Guirec est fondée par le pasteur Jean Scarabin dans un premier temps le 17 mars 1909, puis de façon pérenne en janvier 1911. Ce dernier mène une mission d'évangélisation protestante en Bretagne sous l'égide de l'Église évangélique méthodiste de France depuis 1904. Il avait d'abord été en poste pendant quatre années à Saint-Brieuc, puis à Lannion de 1908 à 1911, avant de venir s'installer à Perros-Guirec pour continuer sa mission.
Locuteur breton, il commence sa mission à Perros-Guirec avec l'aide de Jean Droniou et de Anne-Marie Broudic. Le choix de Perros-Guirec repose peut-être dans le fait que Scarabin remarque que les marins-pêcheurs font partie d'une des populations disposant le plus de liberté sociale pour se convertir au protestantisme, à l'inverse des paysans et artisans qui quant à eux craignent de se voir ostracisés s'ils se rendent à des événements organisés par des protestants.

### Communauté en essor
Malgré la Première Guerre mondiale, les activités de la paroisse et son affluence ne connaissent pas de grand chamboulement. Cette activité qui perdure est notamment à mettre sur le compte des femmes qui sont impliquées dans les activités biblique, avec notamment Anne-Marie Broudic, une situation qui se retrouve dans d'autres paroisse protestantes de la région, comme dans celle du temple de Plougrescant.
Le pasteur Scarbin qui est mobilisé en 1914, revient en décembre 1916. Son retour va alors coïncider avec l'installation du premier « temple » de la mission de Perros-Guirec en septembre 1917. Il s'agit en réalité d'une chapelle en bois amovible, appelée « La Semeuse » ou « Le Chalet-temple »,.
Dans les années qui suivent, la communauté s'agrandit et des cultes en anglais sont aussi tenus vers 1920 lorsque le pasteur Foss, d'origine britannique, est en poste.

### Construction du temple
Si la paroisse a son propre pasteur et plusieurs lieux de rencontres, elle ne dispose pas d'un véritable temple qui lui permettrait de « devenir une église ». Mais la bonne affluence que connaît la communauté, associé à l'apparition des congés payés en 1936 qui va transformer Perros-Guirec en station balnéaire, fait que décision est prise de bâtir un véritable temple en dur le 9 août 1936.
Bien que la mission avait pu acquérir différentes maisons ainsi qu'un terrain en 1926, un nouveau terrain est acquis pour l'occasion. Un appel est fait à des potentiels donateurs et plusieurs Anglais qui avaient fréquentés la paroisse vont financer l'essentiel des frais. L'architecte Robert Vitasse est chargé des travaux du temple qui est inauguré le 6 mai 1937.

### Une communauté qui perdure
L'Église évangélique méthodiste de France, dont est membre la paroisse, co-fonde l'Église réformée de France en 1938. Le pasteur réformé de Saint-Brieuc prend alors en charge la paroisse de Perros-Guirec. 
Néanmoins, ne pouvant pas à s'occuper à temps plein de deux temples, le culte est pris en charge de façon régulière par des laïcs de l'église à partir des années 1960 au moins.
En 1969, le temple de Lannion est vendu, ce qui permet de réaliser des travaux d'agrandissement au sein du temple de Perros-Guirec en 1971.
Une rénovation est entreprise en 2012.

## Affiliation et gouvernance
La paroisse est depuis son origine liée à une association cultuelle englobant également le temple de Saint-Brieuc. D'abord affiliée à l'Église évangélique méthodiste de France, par l'Église évangélique de Bretagne, elle rejoint la nouvelle Église réformée de France au synode de juin 1938 qui se tient à Paris. La paroisse devient ensuite membre de l'Église protestante unie de France lors de la création de cette dernière.
Depuis 1938, le pasteur du temple de Saint-Brieuc est aussi celui de Perros-Guirec, qui dispose néanmoins d'un conseil presbytéral « officieux » constitué en tant que bureau.

## Éléments architecturaux
Le pignon du temple côté rue présente une façade en granite rose. Au-dessus de la porte se trouve en relief un livre ouvert sculpté où est écrit « Ta parole est vérité », une phrase qui se retrouve par deux fois dans la bible : dans le Livre des Psaumes (Ps 119,160) et dans l'Évangile selon Jean (Jn 17,17).